# 我了解妳的需要
《我了解妳的需要》是一部由史蒂芬·金於1976年所著的短篇小說，當時發佈在柯夢波丹雜誌上，後來收錄在短篇小說集《有時候，他們會回來》內。

## 故事簡介
伊莉莎白是一名大學生，在期終考前，在圖書館遇到一名叫愛德的男孩，愛德給他期終考的貼士，令伊莉莎白成功過關。暑假時，兩人分道揚鏢，伊莉莎白回到男朋友身邊，只是伊莉莎白的男友在這時候意外身亡，愛德即時趕到伊莉莎白，兩人後來正式成為戀人，伊莉莎白和愛德處於熱戀，好像愛德清楚知道伊莉莎白的所有需要。一天，伊莉莎白的室友告訴她愛德的秘密。愛德的父親是賭徒，原本輸得家破人亡，直到一天帶著愛德到賭場後，才絕地翻身，然後帶著愛德都贏大錢，股票市場亦如是，而同時間愛德的母親精神出現問題，指愛德是惡魔之子。伊莉莎白聽後不相信，直至在愛德家中找到自己的人偶公仔，才相信愛德只是一個靠巫術的卑鄙小人。